# Nord und Süd (polka)
Nord und Süd, op. 405, är en polkamazurka av Johann Strauss den yngre. Den framfördes första gången den 26 februari 1882 i Stora konsertsalen i Musikverein i Wien.

## Historia
Johann Strauss operett Det lustiga kriget hade premiär på Theater an der Wien den 25 november 1881 och spelades fler än hundra gånger i rad. Strauss arrangerade totalt tio separata orkesterstycken från operettens musiknummer, däribland polkan Nord und Süd som är tillägnad den tyske författaren Paul Lindau. Strauss och Lindau var vänner sedan flera år tillbaka och Lindau var bland annat redaktör för månadstidningen "Nord und Süd" (1878-1904), vilket gav Strauss upphovet till polkans titel. Lindau hade tidigare skrivit en artikel om Strauss och hans verk där han prisade både mannen och musiken, och Strauss återgäldade genom att dedicera polkan till sin vän. 
Polkans huvuddel (tema 1A och 1B) är hämtade från damkören "Die Fürstin lud zum Café" (Nr 8) i akt II, medan inledningsmelodin till trio-delen (tema 2A) återfinns i duetten mellan Else och Balthasar (Nr 17) i akt III, "Silberhelles Kinderlachen". 
Nord und Süd framfördes första gången den 26 februari 1882 då Johanns bror Eduard Strauss dirigerade Capelle Strauss vid en av sina söndagskonserter i Musikverein. Jämte Johanns polka spelades även Eduards valser Wo Lust und Freude wohnen! (op. 202) och Lebende Blumen (op. 205), samt polkorna Faschingsbrief (op. 203) och Schneewittchen (op. 204).

## Om polkan
Speltiden är ca 5 minuter och 16 sekunder plus minus några sekunder beroende på dirigentens musikaliska tolkning.
Polkan var ett av tio verk där Strauss återanvände musik från operetten Det lustiga kriget:
- Der lustige Krieg, Marsch, Opus 397
- Frisch ins Feld, Marsch, Opus 398
- Was sich liebt, neckt sich, Polka-francaise, Opus 399
- Kuß-Walzer, Vals, Opus 400
- Der Klügere gibt nach, Polkamazurka, Opus 401
- Der lustige Krieg, Kadrilj, Opus 402
- Entweder - oder, Polka-Schnell, Opus 403
- Violetta, Polka-francaise, Opus 404
- Nord und Süd, Polkamazurka, Opus 405
- Italienischer Walzer, Vals, Opus 407

## Weblänkar
- Nord und Süd i Naxos-utgåvan.